# Wayman Tisdale
Pour les articles homonymes, voir Tisdale.
Wayman Lawrence Tisdale (né le 9 juin 1964 à Fort Worth dans le Texas - mort le 15 mai 2009 à Tulsa, dans l'Oklahoma), est un joueur de basket-ball américain devenu bassiste de jazz.

## Carrière sportive
Tisdale évolue dans l'université d'Oklahoma de 1983 à 1985, où il est nommé à trois reprises All-American (distinction décernée aux meilleurs joueurs). Il remporte la médaille d'or aux Jeux olympiques d'été de 1984 à Los Angeles en compagnie de Michael Jordan (à l'époque les États-Unis n'envoyaient que des universitaires).
Il est drafté en seconde position par les Pacers de l'Indiana en 1985, derrière Patrick Ewing. Tisdale, qui peut évoluer aux postes d'ailier fort et de pivot, est transféré en février 1989 aux Kings de Sacramento. Il y passe 5 années difficiles, l'équipe ayant du mal à dépasser la barre des 30 victoires.
Il quitte les Kings pour les Suns de Phoenix au début de la saison 1994-1995, avant de prendre sa retraite pour se concentrer sur sa carrière musicale en 1997. Il a en carrière des moyennes de 15 points et 6 rebonds par match.

## Carrière musicale
Waymant publie son premier CD Power Forward alors qu'il est encore joueur, en 1995. Power Forward fait référence à son poste sur les terrains de basket : ailier fort.
Le 25 août 2008, Tisdale est amputé d'une partie de sa jambe droite à la suite d'un cancer des os. Il meurt des suites de son cancer le 15 mai 2009.

### Discographie
- Power Forward (1995).
- In The Zone (1996).
- Decisions (1998).
- Face to Face (2001).
- Presents 21 Days (2003).
- Hang Time (2004).
- Way Up! (2006).
- Rebound (2008).
- The Fonk Record (2010).